# Halfdan Hendriksen
Halfdan Hendriksen, född 12 november 1881 i Köpenhamn, död där 22 oktober 1961, var en dansk affärsman och politiker.
Hendriksen var först anställd i en rad danska rederier, bland annat C. K. Hansen och DFDS, och var 1906–1909 kontorschef i DFDS:s avdelning för Island och Färöarna, från 1910 delägare i firman Dines Petersen & Co., 1924–1946 var han ensam ägare av firman. Hendriksen var vidare ordförande i eller medlem av styrelsen i en rad företag. Han var tidigt intresserad för politik, varvid han omfattade konservativa idéer och efter hand slöt sig till John Christmas Møller i dennes försök att överbrygga klyftan mellan den högre medelklassen och arbetarklassen, och han följde därför också Christmas Møller i dennes hållning under 1930-talets författningsdiskussion. Hendriksen var 1924–1932 medlem av Folketinget, från 1932 av Landstinget. I Thorvald Staunings, Vilhelm Buhls och Erik Scavenius samlingsregeringar 1940–1945 var Hendriksen minister för handel, industri och sjöfart och hade ansvaret för de ingripande ransoneringsförordningarna. Hendriksen blev 1946 direktör för Carlsbergsbryggerierna och 1948 ordförande i Konservative Folkeparti.

## Utmärkelser
- Kommendör av första graden av Dannebrogorden,  1949
- Dannebrogsmännens hederstecken,  1951

[Redigera Wikidata]